# 刘高联
刘高联（1932年7月5日—2008年3月8日），中國江西奉新人，工程热物理学家、流体力学家，中国科学院院士，上海大学、上海市应用数学和力学研究所教授。
刘高联1957年于哈尔滨工业大学涡轮机专业研究生班毕业，后主攻叶轮机气动理论和流体力学，并在上海大学力学研究所任教授。1987年获国家自然科学基金二等奖，1999年当选为中国科学院院士。